# Alvastra vikingahall
Alvastra vikingahall var en vikingatida hallbyggnad vid Alvastra kloster, Västra Tollstads socken i Ödeshögs kommun i Östergötland. 
Hösten 2014 upptäcktes vid arkeologiska utgrävningar inom Alvastra kungsgård en hallbyggnad som bedöms ha varit omkring 12 meter bred och minst 30 meter lång. Kol-14-dateringar visar att byggnaden är från 1000-talet eller början av 1100-talet.

## Högt belägen hallbyggnad
Byggnaden har i östra delen haft en rundad gavel. Husets konstruktion liknar tidigare kända hallbyggnader som den i Aska, också den i västra Östergötland. I likhet med andra hallbyggnader är den högt belägen, om än inte på områdets högsta parti där Alvastra kloster är beläget. Strax söder om detta har man från byggnaden haft en vid överblick över det söder- och västerut liggande åkerlandskapet.

## Fotnoter
1. ↑  Annica Ramström "En vikingatida hallbyggnad vid Alvastra kloster", Corren 27 oktober 2014
2. ↑  Corren 27 oktober 2014